# San Buenaventura, Jalisco
San Buenaventura är en ort i Mexiko.   Den ligger i kommunen El Limón och delstaten Jalisco, i den södra delen av landet, 500 km väster om huvudstaden Mexico City. San Buenaventura ligger 773 meter över havet och antalet invånare är 158.
Terrängen runt San Buenaventura är huvudsakligen kuperad, men åt sydost är den platt. San Buenaventura ligger nere i en dal. Runt San Buenaventura är det glesbefolkat, med 19 invånare per kvadratkilometer. Närmaste större samhälle är San Gabriel, 6,5 km sydost om San Buenaventura. I omgivningarna runt San Buenaventura växer huvudsakligen savannskog.